# 오돌또기
오돌또기는 제주민요의 하나로, 제주도 민요 중에 가장 많이 알려진 민요이다.
장단은 굿거리로 치고, 가락은 5음계 레(Re)선법이다. 경쾌하고 구성진 민요이다. 그 노랫말을 보면 다음과 같다.
1. 오돌또기 제주도라 한라산 푸른 숲 새로 잘도 달리는 노루들 둥구데 당실 둥구데 당실 백록담에 풍덩 들어가 미역 감고서 해돋는 구경가거라
2. 오돌또기 제주도라 서귀포 푸른 바다로 전복따러 간 해녀들 둥구데 당실 둥구데 당실 물밑에서 생각하면은 물 밖 세상이 하늘나라와 같다네

## 같이 보기
- 제주민요